# コリアサット7号
コリアサット7号（Koreasat7）は韓国の静止通信衛星である。ムグンファ7号（Mugungwha7）と呼ばれる場合もある。タレス・アレーニア・スペースが製作し、KT Satが運用する。東経116度に配置されている。衛星バスにSpacebus-4000B2を採用し、設計寿命は15年間である。バミューダ諸島に拠点を置く衛星オペレータ、Asia Broadcast Satelitesが運用する通信衛星ABS-6の能力をKTが買い受けて運用しているコリアサット7号とは別の衛星である。

## 歴史
タレス・アレーニア・スペースは2014年4月に韓国の通信会社KTの衛星通信子会社KT Satからコリアサット5A号とコリアサット7号を受注したと発表した。この2つの衛星は、インターネットアクセス、マルチメディア、衛星放送および地上局との通信サービスを提供する。

## 打ち上げ
コリアサット7号は、ブラジルの軍事衛星SGDC-1と相乗りで2017年5月4日21:52 UTC に仏領ギアナのギアナ宇宙センターからアリアン5ECAロケットで打ち上げられた。分離時の衛星質量は3,500kgであった。

## 通信容量
コリアサット7号はKu帯からKa帯のトランスポンダを搭載し、韓国、フィリピン、インドネシアおよびインドにインターネット、マルチメディア、衛星放送および地上局との通信サービスを提供する。